# Bysinka

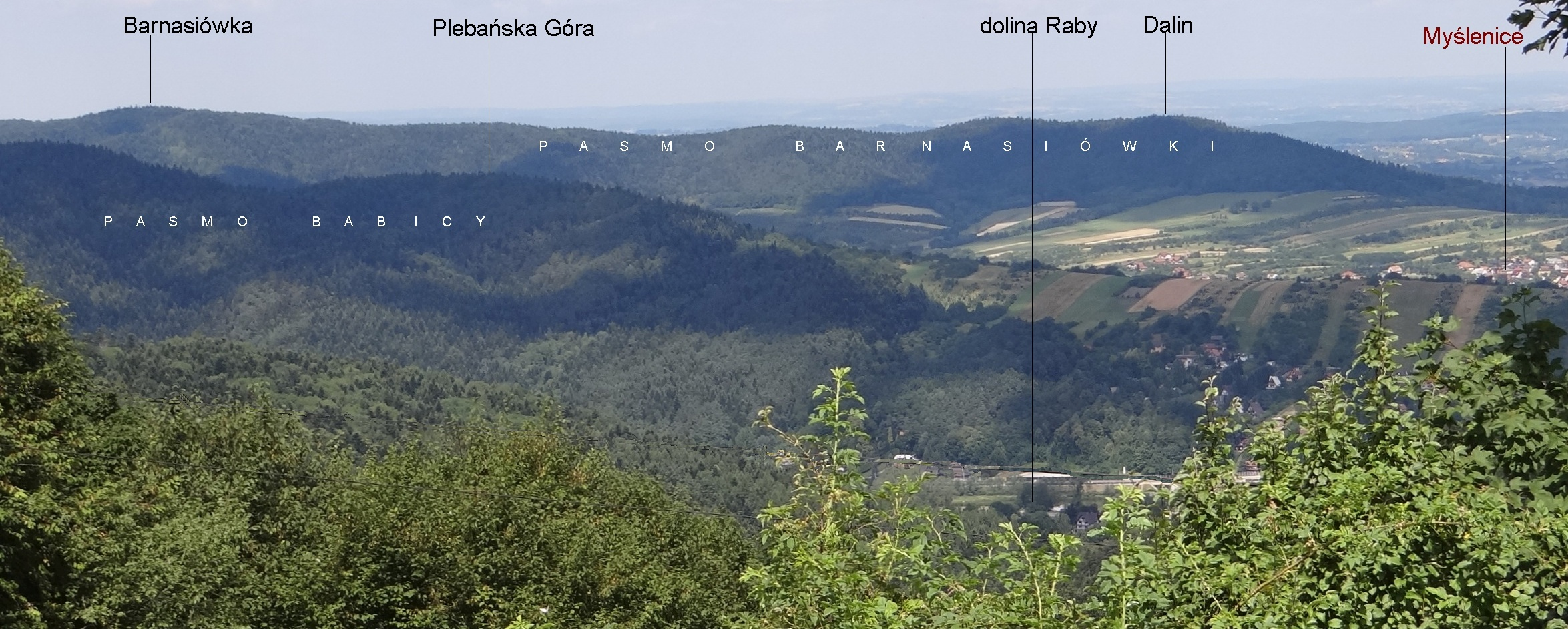
Dolina Bysinki, Pasmo Babicy i Barnasiówki z góry Chełm w Myślenicach

Bysinka – potok, dopływ Raby. Ma źródła na wysokości 540–550 m n.p.m. na północno-zachodnich stokach góry Sularzowej w Paśmie Babicy. Przepływa przez wieś Bysina oraz Myślenice w województwie małopolskim. Jego dolina tworzy naturalną granicę między Beskidem Makowskim (południowe zbocza doliny Bysinki należące do Pasma Babicy) a Pogórzem Wielickim (północne zbocza doliny Bysinki należące do Pasma Barnasiówki). Zasilana jest kilkoma potokami spływającymi z tych pasm, największy jest Potok Safiana mający źródła na południowo-zachodnich stokach Barnasiówki. Bysinka spływa we wschodnim kierunku i uchodzi do Raby w Myślenicach. Ujście znajduje się na wysokości 250 m, w miejscu o współrzędnych 49°50′14″N 19°57′51″E/49,837222 19,964167.
Ujście Bysinki wyznacza granicę pomiędzy górnym a środkowym biegiem Raby. Powierzchnia zlewni wynosi 13,4 km².
Bysinka wpłynęła na kształt urbanistyczny Myślenic. Układ rynkowy miasta został zbudowany na jej brzegu. Wzdłuż niej rozwijała się również Górna Wieś (obecnie Górne Przedmieście).